# Coolio
Coolio, właśc. Artis Leon Ivey Jr. (ur. 1 sierpnia 1963 w Los Angeles, zm. 28 września 2022 tamże) – amerykański raper, kompozytor i aktor.

## Kariera
Ukończył Compton Community College. Jego kariera zaczęła się w stacji radiowej KDAY, nagrał tam swój singel „You're Gonna Miss Me”, zainteresował się nim wtedy WC, który założył zespół WC and the Maad Circle. Coolio wziął udział przy nagrywaniu albumu Ain’t a Damn Thang Changed. Dołączył do grupy 40Thievez. W 1994 ukazała się debiutancka płyta Coolio It Takes a Thief. Pochodzący z niej utwór „Fantastic Voyage” był nominowany do dwóch nagród: MTV Video Music '94 za najlepszy rapowy teledysk i Grammy Award '95 za najlepszy utwór solowy.
W następnym roku, we współpracy z L.V. nagrał utwór „Gangsta’s Paradise”, dzięki któremu uzyskał popularność. Piosenka ta została umieszczona na ścieżce dźwiękowej do filmu Młodzi gniewni (1995), a także na nowej płycie Coolio o tym samym tytule. Utwór ten jest coverem piosenki Stevie Wondera „Pastime Paradise” pochodzącej z albumu „Songs in the Key of Life”.
5 sierpnia 1996 podczas europejskiej trasy koncertowej wystąpił z jedynym koncertem w Polsce na lodowisku Torsan w Sanoku. W tym samym roku pojawił się w komedii Phat Beach (1996) z muzyką Josepha Williamsa. W 1997 nagrał płytę pt.My Soul, którą promował singlem „C U When U Get There”, wydanym również na soundtracku do filmu Nic do stracenia. W 1999 wystąpił gościnnie w serialu V.I.P.
W 2006 wydał album pt. The Return of the Gangsta, który promował singlem „Gangsta Walk” nagranym wspólnie ze Snoop Doggiem. W drugiej połowie 2014 wziął udział w koreańskim show pt. American Hustle Life, w którym wcielił się w nauczyciela młodych, koreańskich raperów z popularnej k-popowej grupy BTS i pomagał im poprawić swoją technikę, jak i pogłębiał ich wiedzę na temat hip-hopu.

## Życie prywatne
18 maja 1996 ożenił się z Josefą Salinas, z którą miał troje dzieci: córkę Zhaneand i dwóch synów – Milana i Dariusa. Do 1996 został siedmiokrotnie ojcem.
28 września 2022 roku Coolio został znaleziony nieprzytomny w łazience u przyjaciela. Pomimo zawiadomienia służb ratunkowych nie udało się go uratować. Raper zmarł w wieku 59 lat. Policja natychmiastowo wszczęła dochodzenie i wstępnie wykluczyła udział osób trzecich, a menadżer rapera stwierdził, iż ten doznał ataku serca. Pół roku po śmierci, rodzina Coolia poinformowała iż główną przyczyną jego śmierci było przedawkowanie fentanylu. W jego organizmie znaleziono też ślady heroiny i metamfetaminy.
Coolio został skremowany w prywatnej ceremonii bez uroczystości pogrzebowej. Część jego prochów została przerobiona w biżuterię, którą przekazano rodzinie zmarłego, a reszta trafiła do urny.

## Dyskografia
- It Takes a Thief (1994)
- Gangsta’s Paradise (1995)
- My Soul (1997)
- Coolio.com (2001)
- El Cool Magnifico (2002)
- The Return of the Gangsta (2006)
- Steal Hear (2008)
- From The Bottom 2 The Top (2009)

## Filmografia
- 2008: Chinaman's Chance
- 2007: Futurama: Bender's Big Score!
- 2007: Three Days to Vegas
- 2006: Love Hollywood Style
- 2006: Grad Night
- 2005: Car Cruzin
- 2005: Pterodaktyl (Pterodactyl)
- 2005: Retirement (2005)
- 2004: Gang Warz
- 2004: Cudowna noc w Splicie (Ta Divna Splitska Noc)
- 2004: Dracula 3000
- 2003: Exposed
- 2003: The Beat
- 2003: Zabójcza głębia (Red Water)
- 2002: Media Whore
- 2002: www.seks.com (Stealing Candy)
- 2001: Sztuka rozstania (Get Over It!)
- 2001: Perfumy (Perfume)
- 2001: Gangland
- 2000: Piszcz, jeśli wiesz co zrobiłem w ostatni piątek trzynastego (Shriek If You Know What I Did Last Friday The 13th)
- 2000: Zatopieni (Submerged)
- 2000: Grupa specjalna (China Strike Force)
- 2000: Dope Case Pending
- 2000: The Convent
- 1998: Pomoc domowa (The Nanny) jako Irwin (gościnnie) i on sam
- 1998: Na linii strzału (On the Line)
- 1997: Batman i Robin (Batman & Robin)
- 1997: Spalić Hollywood (Burn Hollywood Burn)
- 1996: Phat Beach
- 1996: Saturday Night Live: Danny Aiello
- 1996: Najlepszy kumpel Pana Boga (Dear God)
- 1995: Młodzi gniewni (Dangerous Minds)

## Nagrody
| Rok  | Nagroda         | Kategoria                             | Tytuł                |
| ---- | --------------- | ------------------------------------- | -------------------- |
| 1995 | Billboard Music | Najlepszy singel                      | „Gangsta’s Paradise” |
| 1995 | Billboard Music | Najlepiej sprzedający się singel roku | „Gangsta’s Paradise” |
| 1996 | Grammy Award    | Najlepszy utwór solowy                | „Gangsta’s Paradise” |
| 1996 | MTV Video Music | Najlepszy teledysk z filmu            | „Gangsta’s Paradise” |
| 1996 | MTV Video Music | Najlepszy teledysk taneczny           | „Gangsta’s Paradise” |
| 1996 | American Music  | Ulubiony artysta hiphopowy            | –                    |